# Mircea Diaconu
Mircea Diaconu, né le 24 décembre 1949 à Vlădești (Argeș) et mort le 14 décembre 2024 à Bucarest, est un acteur et un homme politique roumain.

## Biographie
Né à Vlădești dans le județ d'Argeș, Mircea Diaconu termine ses études secondaires à Câmpulung en 1967 et est diplômé de l’Université nationale d'art théâtral et cinématographique Ion Luca Caragiale en 1971.
Il participe à la révolution roumaine de 1989.

### Carrière politique
Mircea Diaconu entre en politique en 2008, lorsqu'il est élu au Sénat du județ d'Argeș en tant que membre du Parti national libéral (PNL). Pendant son mandat, il siège au comité de la culture jusqu'aux élections suivantes.
En mai 2012, il est nommé ministre de la Culture du gouvernement Ponta mais doit démissionner le mois suivant lorsque la Cour de cassation pointe un conflit d'intérêts.
Élu comme indépendant avec 379 582 voix (6,81 %) lors des élections européennes de 2014 en tant que député européen, il rejoint le groupe Alliance des démocrates et des libéraux pour l'Europe, et devient membre de la commission de la culture et de l'éducation.
Il est candidat à l'élection présidentielle roumaine de 2019, soutenu par Pro Romania et l'Alliance des libéraux et démocrates (ALDE). Avec 815 201 suffrages et 8,85 %, il arrive en quatrième position du premier tour.

## Filmographie
- Filantropica (Philanthropique, comédie satirique de mœurs, 2002).